# Jacek Targosz
Jacek Targosz (ur. 20 września 1936 w Krakowie, zm. 7 czerwca 2008 tamże) – teoretyk muzyki, pedagog. 

## Życiorys
Absolwent i wykładowca Akademii Muzycznej w Krakowie, gdzie od 1970 roku wykładał przedmioty teoretyczne. W latach 1987–1990 był dziekanem Wydziału Wychowania Muzycznego, w latach 1979–2006 kierownikiem Zakładu Akustyki, a w latach 2000–2006 kierownikiem zespołu form muzycznych, harmonii i kontrapunktu. Wieloletni nauczyciel przedmiotów teoretycznych w PSM II st. im. Władysława Żeleńskiego w Krakowie.
Wykładał także na Wydziale Liturgicznym Papieskiej Akademii Teologicznej. Autor m.in. podręcznika Podstawy harmonii funkcyjnej.
Odznaczony Nagrodą III st. Ministerstwa Kultury i Sztuki (1983) oraz Srebrnym Krzyżem Zasługi (1984).

## Publikacje
- Targosz Jacek, Podstawy harmonii funkcyjnej, Wyd. PWM 2004, ISBN 83-224-0843-9
- Mizerska-Golonek Ewa, Targosz Jacek, Wprowadzenie do analizy formy sonatowej: kształtowanie materiału dźwiękowego a przebieg napięć w muzyce klasycznej. Wyd. Akademia Muzyczna w Krakowie 1987.
- Mizerska-Golonek Ewa, Targosz Jacek, Forma sonatowa. Ogólna koncepcja formy. Tektonika i architektonika tematu sonatowego. Wyd. Akademia Muzyczna w Krakowie 1997.